# Bernard Schumacher

Bernard Schumacher

Carl Heinrich Bernard Schumacher (* 11. Dezember 1872 in Kassel; † 9. März 1932 in Neumünster/Holstein) war ein Grafiker, Kupferstecher (Radierer), Maler und Zeichner der in London, Bremen, Hamburg, Berlin und Neumünster/Holstein tätig war.

## Biografie
Schumacher war der Sohn von Berend Conrad, genannt Bernhard Schumacher (* 29. Juni 1841) und Eleonore Coelestine Laura Schumacher, geborene Heisterhagen (* 8. Juli 1852). Der Vater war seit 1862 beruflich für die englische Krone in Indien und Burma tätig und hatte einige Patente für die Reisreinigung.
Als Sohn von auf britischem Hoheitsgebiet lebenden Eltern hatte Schumacher automatisch die britische Staatsangehörigkeit.
Schumacher besuchte von 1879 bis 1897 die Schule und absolvierte seine Ausbildung in London und Bremen. Von 1900 bis 1914 arbeitete er abwechselnd in London, Bremen und Hamburg. Von 1914 bis 1916 war er als britischer Staatsbürger in Ruhleben (bei Berlin) interniert. 1916/17 erfolgte seine deutsche Einbürgerung und die Entlassung aus der Internierung und er arbeitete in Berlin. Von 1917 bis 1918 diente er im Ersten Weltkrieg und geriet in Bukarest in Gefangenschaft. Von 1920 bis 1932 lebte und arbeitete er in Neumünster. Er heiratete 1923 seine Frau Amanda, verwitwete Busch.

### Künstlerische Ausbildung und Studien
1892 begann er sein Privatstudium bei James McNeill Whistler und er studierte in der National Gallery (London). 1894 erfolgte seine Aufnahme in die Royal Academy of Arts, London und ein Studium beim britischen Maler Frank Short Frank Short (1857–1945). 1897 wurde er als Mitglied in die Royal Society of Painter-Etchers in London aufgenommen. 1903 absolvierte er eine Studienreisen nach Holland, England und Paris. Es folgten von 1906 bis 1909 mehrere Studienreisen nach Holland, 1921 die Studienreisen nach Oberbayern, Mittenwald und Dießen am Ammersee (hier vorzugsweise Arbeiten in Öl) und 1930 die Studienreisen ins Rheinland, an die Mosel und die Schweiz u. a. am Thunersee.

### Mitgliedschaften
- Royal Society of Painter-Etchers, London
- Schleswig-Holsteinische Künstlergenossenschaft
- Freie Vereinigung der Graphiker zu Berlin

### Auszeichnungen
- 1892: der South-Kensington-Scretching Club zeichnet Aquarell einer Landschaft mit dem 2. Preis aus.
- 1892: Silbermedaille für Kreidezeichnungen nach alten Gemälden[10]
- 1895: Royal Academy Schools of Arts: 1. Preis und Silbermedaille für einen Satz Akt-Zeichnungen (mit 50 £ dotiert)[11][12]
- 1897: Silbermedaille für beste Zeichnung (100 £)

## Ausstellungen
- 1893: Ausstellung von Radierungen in Kunsthandlung in Frankfurt am Main
- 1897 und 1898: The Royal Academy of Arts[13]
- 1905, 1907–1912 und 1914: Radierungen: Große Berliner Kunstausstellung[14]
- 1910 und 1911: Gruppenausstellungen im Kunstverein Hamburg[15]
- 1912: Münchener Jahres-Ausstellung im Königlichen Glaspalast (München)[16]
- 1915/16: in Ruhleben, im Internierungslager hauptsächlich für britische Zivilisten[17]
- 1924: Ausstellung im Gemeindehaus in Neumünster
- 1925: Kunstausstellung 800 Jahre Neumünster[18]
- 1932: Nachlass-Ausstellung in Neumünster

## Schwerpunkte der künstlerischen Tätigkeit
- Radierungen – Städte
  - England: Rye (Sussex), Greenwich
  - Deutschland:
    - Bremen (Theerhof, Rathaus, Dom, Böttcherstraße, Schnoor-Ansichten)
    - Hamburg (Hafen, Außenalster, Messberg, Schaarmarkt)
    - Hildesheim (Schuhstraße, Pfeilerhaus, Klein Venedig)
    - Neumünster (Altes Kloster, Altonaer Straße, Plöner Straße, Teichpanorama mit Vicelinkirche)
    - außerdem Rotenburg ob der Tauber, Berlin, Dresden, Köln, Kassel und Moseldörfer

  - Benelux-Staaten: Dordrecht, Veere und Brügge

- Radierungen – Landschaften
  - Birken, Weiden bei Dachau, Landschaft bei Perdöhler Eichen, Landschaft bei Swinemunde
  - Alpen: Matterhorn, Zmutt
  - viele Radierungen von nicht näher bezeichneten Seen- und Flusslandschaften

- Öl, Aquarell, Pastelle
  - Porträts
    - 1925 auf der Kunstausstellung anlässlich der 800-Jahr-Feier der Stadt Neumünster und 1989 auf einer Ausstellung in Neumünster ausgestellt

  - Landschaften
    - Starnberger See, Karwendel, bei Mittenwald, Benediktenwand

- Anderes
  - 1923 Als Auftragsarbeit gefertigte Patronenzeichnung für ein Jacquardgewebe vom Krönungsmantel Heinrichs des Heiligen (II.) nach dem Original im Germanischen Museum in Nürnberg. (das Gewebe ist im Textilmuseum Neumünster auf dem dort ausgestellten Jacquardwebstuhl)[19]

## Werke (Auszug)
- Radierungen nach Gemälden alter Meister
  - Portrait of a man wearing a turban und Jean Arnolfini and his Wife[20] nach Jan van Eyck
  - Sir Galahad nach George Frederic Watts
  - Madonna mit Kind mit Hl. Benedikt und Hl. Quentin nach Francesco Marmitta[21]
  - Christus im Hause Simons nach Dierick Bouts
  - Bildnis der Mutter von Rembrandt (Farbradierung) nach Rembrandt van Rijn

- Ölgemälde von der Anscharkirche im Schnee (Neumünster)

### Illustrationen
- - 1897 Illustrationen (Aquarelle) in Pearson’s Magazine[22][23][24][25]
  - 1898: Aquarell Skiing in Boy’s Own Paper[26]
  - 1899: Illustrationen (Aquarelle) für Buch Many Ways of Love von Fred Whishaw[27]
  - 1898/99: Radierungen im The Pall Mall Magazine[28]
  - 1901: Kupferstich-Beilage zur Gazette des beaux arts[29]

Radierung: Stavendamm in Bremen – Schnoor:
Radierung Hamburger Hafen
Pastell Frauen-Porträt 1925
Radierung Sir Galahad nach G. F. Watts
Radierung Berlin Krögelhof
Farbradierung Gehöft

### Werke in Museen und Kunstsammlungen (Auszug)
- Schleswig-Holsteinische Landesbibliothek[30]
  - Landschaft bei Perdöler Eichen
- British Museum[31]
  - Portrait of a man wearing a hat seated next to a window nach Dirk Bouts
  - Portrait of a man nach Jan van Eyck (Selbstbildnis)
- Graphische Sammlung – Stiftung Museum Kunstpalast Düsseldorf[32]
  - aus den Mappen des Verein für Original–Radirung Berlin Canal bei Rye, Rye von den Stadtmauern, Interieur in Volendam, Nachtquartier im Moor
- Kupferstichkabinett – Hamburger Kunsthalle (Auszug)[33]
  - Bäckergang und Schaarmarkt in Hamburg, Landidyll und Hafen in Rye/Sussex, Rathaus in Bremen und andere
- Kupferstichkabinett – Kunsthalle Bremen[34]
  - Bremen (Stintbrücke, Rathaus 1904), Hildesheim (Pfeilerhaus, Am Brühl, Schuhstraße), England (Mortlake an der Themse, 3 Ansichten von Rye), Mouth of the Glaslyn – South Wales und Hufschmiede
- Focke-Museum Bremen[35]
  - Bremen, verschiedene Ansichten (u. a. Stintbrücke mit Turm der Baumwollbörse, Dom, Rathaus 1927, Schnoor, Stavendamm, Wichelnburg)
  - Bremen (Schiff, 1929), Dampfer des NDL bei der Ausfahrt aus Bremernhaven am 16. Juli 1929